# Skimboarding

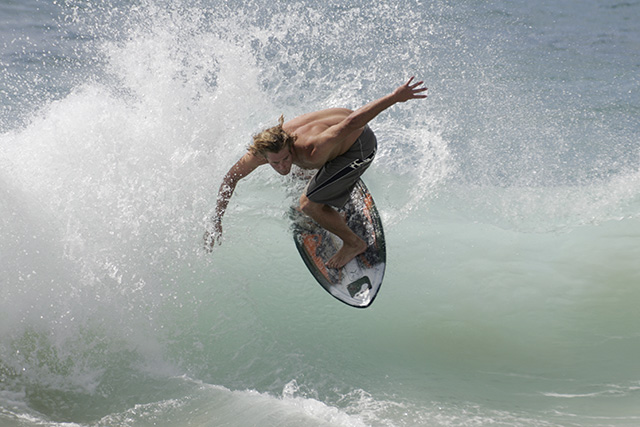
Skimboarding

Skimboarding (skimboard) – sport wodny polegający na jeździe (ślizgu) na desce po fali lub płytkiej warstwie wody.

## Historia
Pierwsze znane przypadki skimboardingu datuje się na lata 20. XX wieku w Laguna Beach, gdzie sport ten mieli zapoczątkować miejscowi ratownicy ślizgający się na mieliznach przy użyciu sklejek pochodzących często z okolicznych zabudowań. Zabawy ratowników tak bardzo przypadły do gustu bywalcom Laguna Beach, że od tego czasu sport rozprzestrzenił się po całym świecie.
W Polsce skimboarding pojawił się w 2003 roku i z roku na rok zyskuje coraz większą rzeszę pasjonatów. W okresie wakacyjnym jest organizowanych wiele zawodów, a najlepsi zawodnicy są sponsorowani przez lokalne firmy produkujące deski jak i światowej sławy brandy.

## Technika
W przeciwieństwie do surfingu, jazda na skimboardzie zaczyna się na plaży. Skimboarder stoi przy brzegu trzymając w rękach deskę i czeka na falę. W momencie, gdy odpowiednia fala zbliża się, skimboarder biegnie w stronę wody. Następnie rzuca deskę na płytką warstwę wody pozostającą po cofającej się fali lub na głębszą wodę naprzeciw fali. Potem wskakuje na deskę obiema nogami i ślizga się, starając się utrzymać jak najdłużej na wodzie. Skimboarder może skierować się z powrotem do brzegu lub podpłynąć do zbliżającej się fali w celu wykonania różnych tricków.
Na płytkich wodach śródlądowych skimboarder może wykonywać triki podobne do tych, wykorzystywanych w jeździe na deskorolce, również przy zastosowaniu raili. Aczkolwiek istnieje wiele skimboardowych tricków, których nie da się wykonać uprawiając inne sporty deskowe, co pozostawia kreatywnym riderom szerokie pole do popisu.

## Deska
Deski wykorzystywane w skimboardingu są mniejsze i cieńsze od desek surfingowych, gdyż nie wymagają one tak dużej wyporności. Ich kształt przypomina zazwyczaj przekrój jaja lub łzę, lecz niektórzy używają też okrągłych. Nowoczesne deski wykonane są z pianki poliuretanowej lub polistyrenowej i powlekane są tkaniną z włókien szklanych lub węglowych. Wciąż korzysta się również z desek ze sklejki.